# Джордж Корнет
Джордж Корнет (англ. George Cornet, 15 липня 1877 — 22 листопада 1952) — британський плавець і ватерполіст.
Олімпійський чемпіон 1908, 1912 років.